# Giulino

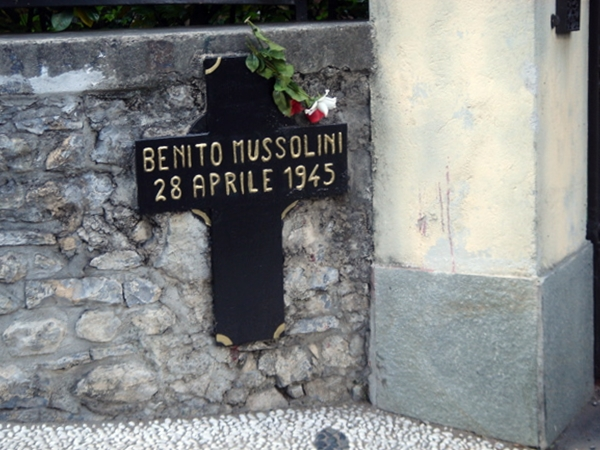
Cruz marcando el lugar de muerte de Mussolini.

Giulino, más conocido como Giulino di Mezzegra, es una fracción de la comuna de Mezzegra, en la provincia de Como, región de Lombardía, Italia con 50 habitantes. El pueblo ha pasado a la historia porque es el lugar donde Benito Mussolini y su amante Claretta Petacci fueron ejecutados el 28 de abril de 1945. La ejecución se llevó a cabo, según la versión oficial, por combatientes de la resistencia local (partisanos), que habían capturado al dictador en la localidad de Dongo.